# Ljubstava
Ljubstava – wieś w Słowenii, w gminie Videm. W 2018 roku liczyła 76 mieszkańców.